# Municipio de Owen (condado de Saline)
El municipio de Owen (en inglés: Owen Township) es un municipio ubicado en el condado de Saline en el estado estadounidense de Arkansas. En el año 2010 tenía una población de 9796 habitantes y una densidad poblacional de 209,74 personas por km².

## Geografía
El municipio de Owen se encuentra ubicado en las coordenadas 34°38′0″N 92°29′12″O / 34.63333, -92.48667. Según la Oficina del Censo de los Estados Unidos, el municipio tiene una superficie total de 46.71 km², de la cual 46,68 km² corresponden a tierra firme y (0,05 %) 0,02 km² es agua.

## Demografía
Según el censo de 2010, había 9796 personas residiendo en el municipio de Owen. La densidad de población era de 209,74 hab./km². De los 9796 habitantes, el municipio de Owen estaba compuesto por el 87,51 % blancos, el 4,32 % eran afroamericanos, el 0,42 % eran amerindios, el 1,02 % eran asiáticos, el 5,6 % eran de otras razas y el 1,13 % eran de una mezcla de razas. Del total de la población el 7,89 % eran hispanos o latinos de cualquier raza.